# داني راي
داني راي (بالإنجليزية: Danny Ray)‏ هو عازف ساكسفون أمريكي، ولد في 1 فبراير 1951.

## وصلات خارجية
- داني راي على موقع ميوزك برينز (الإنجليزية)
- داني راي على موقع ديسكوغز (الإنجليزية)